# Megaton Dias
Wellington Leal Dias Santos (nascido no Rio de Janeiro em 2 de outubro de 1967), amplamente conhecido como Megaton Dias, é um renomado praticante e instrutor de Jiu-Jitsu Brasileiro (BJJ). Ele possui uma faixa coral de 7º grau sob a linhagem Gracie Humaitá, liderada por Royler Gracie, e é reconhecido como um dos competidores mais duradouros da história do esporte. Dias começou seu treinamento no Rio de Janeiro, Brasil, inicialmente sob Rogerio Camoes antes de ingressar na renomada escola Gracie Humaitá, onde estudou com Royler Gracie, Rickson Gracie e Helio Gracie. Ele recebeu sua faixa preta de Jiu-Jitsu aos 18 anos e, posteriormente, alcançou a prestigiosa graduação de faixa coral, um testemunho de suas décadas de dedicação. Além de suas conquistas no Jiu-Jitsu, Dias é faixa preta de 3º grau em Judô, uma habilidade que influenciou significativamente seu estilo de grappling.
Dias ganhou o apelido "Megaton" devido às suas técnicas explosivas inspiradas no Judô, especialmente sua capacidade de arremessar adversários no ar, semelhante à força de uma explosão nuclear. Esse apelido ganhou ainda mais reconhecimento quando a SubFighter o classificou como o melhor apelido no MMA em 2007.

## Início da vida e treinamento
Dias começou a treinar artes marciais desde jovem, focando inicialmente no judô antes de migrar para o jiu-jitsu brasileiro. Ele foi influenciado pelo crescimento do movimento Gracie Jiu-Jitsu no Rio de Janeiro e treinou com vários instrutores renomados, incluindo Rogerio Camoes, antes de ingressar na Gracie Humaitá sob Royler Gracie.

## Longevidade competitiva e legado
Dias se destaca por sua notável longevidade no cenário competitivo do jiu-jitsu brasileiro. Ele competiu consistentemente no mais alto nível ao longo de várias gerações, enfrentando atletas de elite por décadas. Sua participação em todos os campeonatos mundiais da IBJJF desde a primeira edição, em 1996, é um recorde que destaca sua dedicação ao esporte.
Dias também competiu em diversos torneios internacionais, incluindo o ADCC Submission Fighting World Championship [en], demonstrando sua versatilidade tanto no grappling com quimono quanto no no-gi.

## Influência e carreira como instrutor
Além de suas conquistas competitivas, Dias tem um impacto significativo como instrutor. Sua academia, a Megaton Brazilian Jiu-Jitsu Academy em Phoenix, Arizona, formou faixas-pretas de alto nível, incluindo sua filha, Mackenzie Dern, que se tornou uma das principais competidoras tanto no BJJ quanto no MMA.
Dias é amplamente respeitado por seu estilo agressivo e dinâmico, que influenciou muitos praticantes. Ele continua ministrando seminários ao redor do mundo, compartilhando seu vasto conhecimento e experiência com alunos de todos os níveis.

## Conquistas recentes
Mesmo aos cinquenta anos, Dias continua competindo em alto nível. Em 2024, ele conquistou a medalha de ouro dupla no Campeonato Mundial Master da IBJJF, vencendo tanto sua categoria de peso quanto o absoluto.

## Carreira no Grappling
Dias se estabeleceu como um competidor altamente condecorado em vários torneios de prestígio no BJJ. Suas conquistas incluem medalhas no Campeonato Pan-Americano de Jiu-Jitsu, Campeonato Europeu de Jiu-Jitsu, Campeonato Mundial de Jiu-Jitsu, Campeonato Nacional dos EUA, Campeonato Internacional Rickson Gracie e Campeonato Estadual do Rio de Janeiro. Ele também é um veterano do  ADCC Submission Wrestling World Championship, demonstrando sua versatilidade no grappling sem quimono.
Uma de suas conquistas mais notáveis é sua participação em todas as edições do Campeonato Mundial de Jiu-Jitsu desde sua criação, em 1996, tornando-se o único competidor a alcançar esse feito. Sua longevidade é ainda mais evidenciada por seu sucesso contínuo na divisão adulto faixa-preta mesmo depois dos 50 anos, incluindo vitórias de medalha de ouro contra competidores mais jovens, mais recentemente em 2023.
Em 2023, Dias fez história no Campeonato Mundial da IBJJF ao se tornar o primeiro faixa coral a competir na divisão leve, consolidando ainda mais seu legado.

## Carreira Master
Como competidor master, Dias continuou a dominar. Em 31 de maio de 2023, ele competiu no IBJJF Master International - North America Championship, conquistando medalhas de ouro tanto na categoria Master 6 leve quanto na divisão absoluto.
Mais tarde naquele ano, em 2 de setembro de 2023, ele venceu a divisão leve Master 6 no Campeonato Mundial Master da IBJJF, reafirmando seu status como uma lenda do BJJ.

## Vida pessoal
Dias mora em Phoenix, Arizona, com sua família. Sua esposa, Luciana, e sua filha, Mackenzie Dern, são faixas-pretas de BJJ treinadas sob sua orientação. Sua dedicação ao jiu-jitsu e ao judô se estende por mais de quatro décadas, desde 1976.

## Linhagem de instrutores
Mitsuyo "Count Koma" Maeda → Carlos Gracie, Sr. → Helio Gracie → Royler Gracie → Wellington "Megaton" Dias

## Links externos
- Site Oficial da Megaton Jiu-Jitsu Schools